# Berlandieri-Colombard 2
Le berlandieri colombard 2 est une variété de vigne sélectionnée pour jouer le rôle de porte-greffe. Il est couramment abrégé en BC 2.

## Origine
Longtemps, son nom a supposé un croisement entre Vitis berlandieri et Vitis vinifera variété colombard. Des analyses génétiques au cours des années 1990-2005 ont démontré qu'il s'agit en fait de Vitis berlandieri et Vitis vinifera variété ugni blanc.
Il a été créé par Blanchard et Vidal en 1894.

## Caractères ampélographiques
Le bourgeonnement est ouvert et cotonneux, bordé d'un liseré rouge vif. Les jeunes feuilles sont bronzées.
Le rameau herbacé est côtelé.
La feuille adulte est moyenne à grande, cunéiforme, à sinus pétiolaire en forme de lyre peu ouvert. Le limbe est épais, creusé de sinus latéraux peu profonds et bordé d'une dentition de taille moyenne, droite ou en ogive. Pétioles et face inférieure sont moyennement velus.
Les inflorescences sont hermaphrodites, donnant de petites baies rondes et de couler bleu-noir. Leur usage alimentaire est inexistant, la variété étant cultivée pour servir de porte-greffe.

## Aptitudes

### Adaptation au terroir
Le BC 2 présente une bonne résistance au phylloxera radicole, comme une bonne adaptation aux terrains calcaires : il supporte jusqu'à 40 % de calcaire actif.

### Aptitude au greffage
Il présente une aptitude moyenne au bouturage et une bonne aptitude au greffage. Il confère au greffon une bonne rapidité de développement. 

## Sources